# Vallejo (métro de Mexico)
Pour les articles homonymes, voir Vallejo.
Vallejo est une station de la Ligne 6 du métro de Mexico, située au nord de Mexico, dans la délégation Azcapotzalco.

## La station
La station ouverte en 1983, doit son nom à sa position dans la zone industrielle Vallejo et à proximité de l'avenue du même nom. Le symbole de la station représente une usine, car cette partie de la ville comporte une importante zone industrielle.